# U-81 (1941)
| U-81 | U-81 | U-81 |
| --- | --- | --- |
| U 81 | | |
| | | |
| Схематичне зображення підводних човнів типу VIIC                                                            | | |
| Верф | Bremer Vulkan, Бремен | Bremer Vulkan, Бремен |
| Під прапором                                                                                                | Третій Рейх | Третій Рейх |
| Належність                                                                                                  | Крігсмаріне | Крігсмаріне |
| Порт приписки                                                                                               | Сен-Назер, Вільгельмсгафен | Сен-Назер, Вільгельмсгафен |
| Замовлення                                                                                                  | 25 січня 1939 | 25 січня 1939 |
| Закладений                                                                                                  | 11 травня 1940 | 11 травня 1940 |
| Спуск на воду                                                                                               | 22 лютого 1941 | 22 лютого 1941 |
| Введений до складу флоту                                                                                    | 26 квітня 1941 | 26 квітня 1941 |
| На службі                                                                                                   | 1941—1944 | 1941—1944 |
| Загибель | 9 січня 1944 року затоплений під час бомбардування американською авіацією порту Пула                                                 | 9 січня 1944 року затоплений під час бомбардування американською авіацією порту Пула                                                 |
| Сучасний статус                                                                                             | рештки підняті та здані на злам | рештки підняті та здані на злам |
| Бойовий досвід                                                                                              | Друга світова війна Битва за Атлантику Битва на Середземному морі                                                                    | Друга світова війна Битва за Атлантику Битва на Середземному морі                                                                    |
| Проєкт | | |
| Тип ПЧ | середній торпедний ДПЧ | середній торпедний ДПЧ |
| Вартість | 4 714 000 ℛℳ | 4 714 000 ℛℳ |
| Основні характеристики                                                                                      | | |
| Швидкість (надводна)                                                                                        | 17,7 вузла (32,8 км/год) | 17,7 вузла (32,8 км/год) |
| Швидкість (підводна)                                                                                        | 7,6 вузла (14,1 км/год) | 7,6 вузла (14,1 км/год) |
| Робоча глибина занурення                                                                                    | 230 м | 230 м |
| Гранична глибина занурення                                                                                  | 250—295 м | 250—295 м |
| Дальність плавання                                                                                          | 80 миль (150 км) на швидкості 4 вузли (в підводному положенні) 8500 миль (15 700 км) на швидкості 10 вузлів (у надводному положенні) | 80 миль (150 км) на швидкості 4 вузли (в підводному положенні) 8500 миль (15 700 км) на швидкості 10 вузлів (у надводному положенні) |
| Екіпаж | 44—52 особи | 44—52 особи |
| Розміри | | |
| Довжина найбільша (по КВЛ)                                                                                  | 67,1 м | 67,1 м |
| Ширина корпусу найб.                                                                                        | 6,2 м | 6,2 м |
| Висота | 9,6 м | 9,6 м |
| Середня осадка (по КВЛ)                                                                                     | 4,74 м | 4,74 м |
| Водотоннажність надводна                                                                                    | 769 т | 769 т |
| Силова установка                                                                                            | | |
| дизель-електрична; 2 дизельних двигуни MAN M 6 V 40/46, 2 електродвигуни Siemens-Schuckertwerke GU 343/38-8 | | |
| Гвинти | 2 | 2 |
| Потужність                                                                                                  | 2 × 2100—2310 к.с. (дизелі) 2 × 750 к.с. (електродвигуни)                                                                            | 2 × 2100—2310 к.с. (дизелі) 2 × 750 к.с. (електродвигуни)                                                                            |
| Озброєння                                                                                                   | | |
| Артилерія                                                                                                   | 1 × 88-мм палубна гармата SK C/35 | 1 × 88-мм палубна гармата SK C/35 |
| Торпедно- мінне озброєння                                                                                   | 4 носових і один кормовий ТА 14 торпед та 26 мін TMA                                                                                 | 4 носових і один кормовий ТА 14 торпед та 26 мін TMA                                                                                 |
| ППО | 1 × 37-мм зенітна гармата Flak M42 2 × 20-мм зенітні гармати FlaK 30                                                                 | 1 × 37-мм зенітна гармата Flak M42 2 × 20-мм зенітні гармати FlaK 30                                                                 |

U-81 — німецький підводний човен типу VIIC, що входив до складу крігсмаріне за часів Другої світової війни. Закладений 11 травня 1940 року на верфі Bremer Vulkan у Бремені. Спущений на воду 22 лютого 1941 року, 26 квітня 1941 року корабель увійшов до складу ВМС нацистської Німеччини.
З моменту введення субмарини до строю підводний човен брав активну участь у бойових діях на морі, здійснив 17 бойових походів. За час служби U-81 потопив 24 судна противника сумарною водотоннажністю 41 784 брутто-реєстрових тонн, допоміжний військовий корабель (1150 брт) та британський авіаносець «Арк Роял» (водотоннажність 22 600 тонн), а також пошкодив ще одне судно (6671 тонна) і одному судну (7472 брт) завдав шкоди, після якої воно не відновлювалось.
9 січня 1944 року затоплений під час бомбардування американської авіації 15-ї повітряної армії італійського порту Пула.

## Командири
- Капітан-лейтенант Фрідріх Гуггенбергер (26 квітня 1941 — 24 грудня 1942)
- Оберлейтенант-цур-зее Йоганн-Отто Кріг (25 грудня 1942 — 9 січня 1944)

## Перелік затоплених U-81 суден та кораблів
| №  | Дата              | Назва              | Належність                     | Водотоннажність (брт) | Конвой             | Результат та координати                                                 | Прим.                                                                                                  |
| -- | ----------------- | ------------------ | ------------------------------ | --------------------- | ------------------ | ----------------------------------------------------------------------- | --- |
| 1  | 9 вересня 1941    | Empire Springbuck  | Велика Британія                | 5 591                 | Конвой SC 42       | потоплено 61°38′ пн. ш. 40°40′ зх. д. / 61.633° пн. ш. 40.667° зх. д.   | |
| 2  | 10 вересня 1941   | MV Sally Mærsk     | Велика Британія                | 3 252                 | Конвой SC 42       | потоплено 61°40′ пн. ш. 40°30′ зх. д. / 61.667° пн. ш. 40.500° зх. д.   | |
| 3  | 13 листопада 1941 | «Арк Роял»         | Велика Британія                | 22 600                |                    | потоплено 36°03′ пн. ш. 4°45′ зх. д. / 36.050° пн. ш. 4.750° зх. д.     | |
| 4  | 16 квітня 1942    | Bab el Farag       | Єгипет                         | 105                   |                    | потоплений 32°39′ пн. ш. 34°50′ сх. д. / 32.650° пн. ш. 34.833° сх. д.  | |
| 5  | 16 квітня 1942    | SS Caspia          | Велика Британія                | 6 018                 |                    | потоплений 33°45′ пн. ш. 35°14′ сх. д. / 33.750° пн. ш. 35.233° сх. д.  | |
| 6  | 16 квітня 1942    | Fatouh el Kher     | Єгипет                         | 97                    |                    | потоплений 32°39′ пн. ш. 34°50′ сх. д. / 32.650° пн. ш. 34.833° сх. д.  | |
| 7  | 16 квітня 1942    | FFL Vikings (P 41) | ВМС Вільної Франції            | 1 150                 |                    | потоплений 33°40′ пн. ш. 35°10′ сх. д. / 33.667° пн. ш. 35.167° сх. д.  | |
| 8  | 19 квітня 1942    | Hefz el Rahman     | Єгипет                         | 90                    |                    | потоплений 33°39′ пн. ш. 35°14′ сх. д. / 33.650° пн. ш. 35.233° сх. д.  | |
| 9  | 22 квітня 1942    | El Saadiah         | Єгипет                         | 122                   |                    | потоплений 33°15′ пн. ш. 34°56′ сх. д. / 33.250° пн. ш. 34.933° сх. д.  | |
| 10 | 22 квітня 1942    | Aziza              | Єгипет                         | 100                   |                    | потоплений 34°27′ пн. ш. 34°58′ сх. д. / 34.450° пн. ш. 34.967° сх. д.  | |
| 11 | 10 червня 1942    | Havre              | Велика Британія                | 2 073                 | Конвой AT 49       | потоплений 31°10′ пн. ш. 28°36′ сх. д. / 31.167° пн. ш. 28.600° сх. д.  | |
| 12 | 10 листопада 1942 | SS Garlinge        | Велика Британія                | 2 012                 |                    | потоплений 37°00′ пн. ш. 2°00′ сх. д. / 37.000° пн. ш. 2.000° сх. д.    | |
| 13 | 13 листопада 1942 | MV Maron           | Велика Британія                | 6 487                 | Конвой «Смолоскип» | потоплений 36°27′ пн. ш. 0°55′ зх. д. / 36.450° пн. ш. 0.917° зх. д.    | |
| 14 | 10 лютого 1943    | SS Saroena         | Велика Британія                | 6 671                 |                    | пошкоджений 33°47′ пн. ш. 34°09′ сх. д. / 33.783° пн. ш. 34.150° сх. д. | |
| 15 | 11 лютого 1943    | Al Kasbanah        | Єгипет                         | 100                   |                    | потоплений 35°02′ пн. ш. 34°35′ сх. д. / 35.033° пн. ш. 34.583° сх. д.  | |
| 16 | 11 лютого 1943    | Dolphin            | Британський мандат у Палестині | 135                   |                    | потоплений 35°02′ пн. ш. 34°35′ сх. д. / 35.033° пн. ш. 34.583° сх. д.  | |
| 17 | 11 лютого 1943    | Husni              | Великий Ліван                  | 107                   |                    | потоплений 35°02′ пн. ш. 34°35′ сх. д. / 35.033° пн. ш. 34.583° сх. д.  | |
| 18 | 11 лютого 1943    | Sabah el Kheir     | Єгипет                         | 36                    |                    | потоплений 35°21′ пн. ш. 34°50′ сх. д. / 35.350° пн. ш. 34.833° сх. д.  | |
| 19 | 20 березня 1943   | Bourghieh          | Єгипет                         | 244                   |                    | потоплений 32°32′ пн. ш. 34°30′ сх. д. / 32.533° пн. ш. 34.500° сх. д.  | |
| 20 | 20 березня 1943   | Mawahab Allah      | Сирія                          | 77                    |                    | потоплений 34°30′ пн. ш. 34°32′ сх. д. / 34.500° пн. ш. 34.533° сх. д.  | |
| 21 | 28 березня 1943   | SS Rousdi          | Єгипет                         | 133                   |                    | потоплений 31°46′ пн. ш. 34°23′ сх. д. / 31.767° пн. ш. 34.383° сх. д.  | |
| 22 | 17 червня 1943    | SS Yoma            | Велика Британія                | 8 131                 | Конвой GTX 2       | потоплений 33°03′ пн. ш. 22°04′ сх. д. / 33.050° пн. ш. 22.067° сх. д.  | |
| 23 | 25 червня 1943    | Nisr               | Єгипет                         | 80                    |                    | потоплений 32°03′ пн. ш. 33°54′ сх. д. / 32.050° пн. ш. 33.900° сх. д.  | |
| 24 | 26 червня 1943    | Nelly              | Сирія                          | 80                    |                    | потоплений 34°39′ пн. ш. 34°26′ сх. д. / 34.650° пн. ш. 34.433° сх. д.  | |
| 25 | 26 червня 1943    | Toufic Allah       | Сирія                          | 75                    |                    | потоплений 33°35′ пн. ш. 34°40′ сх. д. / 33.583° пн. ш. 34.667° сх. д.  | |
| 26 | 27 червня 1943    | SS Michalios       | Греція                         | 3 742                 |                    | потоплений 35°33′ пн. ш. 35°38′ зх. д. / 35.550° пн. ш. 35.633° зх. д.  | |
| 27 | 22 липня 1943     | SS Empire Moon     | Велика Британія                | 7 472                 |                    | пошкоджений 36°43′ пн. ш. 15°20′ сх. д. / 36.717° пн. ш. 15.333° сх. д. | Був визнаний повністю знищеним, у червні 1945 року поставлений на ремонт і згодом повернувся на службу |
| 28 | 18 листопада 1943 | SS Empire Dunstan  | Велика Британія                | 2 887                 | Конвой AH 9        | потоплений 39°24′ пн. ш. 17°40′ сх. д. / 39.400° пн. ш. 17.667° сх. д.  | |